# 全力失踪
『全力失踪』（ぜんりょくしっそう）は、NHK BSプレミアムの「プレミアムドラマ」枠にて2017年9月3日から10月22日まで放送された日本のテレビドラマ。連続8回。主演は、本作がNHKドラマ初主演となる原田泰造。
仕事も家庭もうまく行かず闇金からの借金も抱えた八方塞がりの主人公が、新たな人生を求めて現実から逃避し、失踪宣告制度により7年間行方不明になることで死亡したとみなされる“完全失踪”に挑むヒューマンコメディードラマ。第1回では不遇な境遇と失踪を決心するまでの経緯を、第2回以降は日本各地を流転しつつ人々との出会いと別れを繰り返していく姿を、残された家族のドタバタや闇金の借金取立人の追跡劇なども交えつつ描く。第34回ATP賞テレビグランプリ優秀賞（ドラマ部門）受賞作。
続編となる『大全力失踪』（だいぜんりょくしっそう）が同枠にて2019年4月7日から4月28日まで放送された。連続4回。旧友に騙されて荷物を運んだことで殺人犯と疑われ組織から追われる身となった主人公の、再びの失踪劇を描く。

## 登場人物

### 主要人物
磯山武
演 - 原田泰造
食品卸会社の契約社員 → 妻の経営するパン屋で働く。
磯山聖子
演 - 緒川たまき
武の妻。旅行会社の契約社員 → パン屋を経営。
磯山ななみ
演 - 鈴木梨央（幼少期：田村海優） → 優希美青
武と聖子の1人娘。小学6年生 → 母の経営するパン屋で働く。
高峰俊雄
演 - 手塚とおる
闇金ローンの借金取立人 → 個人ブローカー。
甘味を好み鉄道マニアでもある。
謎の女（回想〈大全力失踪〉）
演 - 江波杏子
バー「Disappearance」のママらしき女 → 他界。
『大全力失踪』ではすでに他界している。
木下えり子
演 - 西尾まり
武の妹。

### その他（全力失踪）
芹沢圭介
演 - 勝村政信
聖子の旅行会社の上司。
磯山紘一
演 - 辻萬長
武の父。脳梗塞を患い老人ホームに入居中。
田所佳恵
演 - 楊原京子
聖子の旅行会社の同僚。
藤本則子
演 - 野口かおる
聖子の旅行会社の同僚。
柴田真輔
演 - ノモガクジ

### その他（大全力失踪）
白金雅也
演 - 山田裕貴
老舗商社の御曹子。ななみの彼氏。
バーテンダー
演 - Toshl
バー「Disappearance」のバーテンダー。他界した母の店を継いでいる。
白金憲一
演 - 石丸謙二郎
雅也の父親。
白金クミ子
演 - 片岡明日香
憲一の妻。
純蓮
演 - 浅野温子
伊豆・帰一寺の副住職。

### ゲスト

#### 全力失踪
複数回登場の場合は括弧（）内に表記。
第1回
紅林亮
演 - 大澄賢也（大全力失踪 第1回）
武の高校の同級生。

第2回
城田レイコ
演 - 釈由美子（第1回）
金沢の老舗かまぼこ屋の娘。
城田健造
演 - 前田吟
レイコの父。

第3回
タカ
演 - 堀部圭亮
多摩川のホームレス。
シェフ
演 - 田村泰二郎
多摩川のホームレス。
教授
演 - 山上賢治
多摩川のホームレス。
石田静江
演 - 濱田マリ
タカの妻。
石田正樹
演 - 若山耀人
タカの息子。
ラブホテルオーナー
演 - 泉谷しげる
オーナーの女
演 - ふせえり

第4回
西村守
演 - 中村育二
岐阜・西ノ村の村長。
西村大吾
演 - 柏原収史
守の長男。百陽電機西ノ村工場に勤務。
あけみ
演 - 川原亜矢子
スナックのママ。
西村一雄
演 - 駒木根隆介
大吾の同僚。
西村佳代
演 - 桜田聖子
大吾の妻。
西村健太
演 - 宮下柚百
大吾の長男。

第5回
宗像良人
演 - 岩松了
大阪の振り込め詐欺グループ。
金剛寺剛
演 - 村上淳
大阪の振り込め詐欺グループ。
佐古田
演 - 村松利史
大阪の振り込め詐欺グループ。
サトル
演 - 碓井将大
武の同僚でルームメイト。

第6回
宇佐美勇二
演 - 真壁刀義
北海道のえぞっこプロレス所属のプロレスラー。
木場瞬
演 - 大西利空
宇佐美と前妻の息子。
ヘル・サンダー
演 - 小島聡
えぞっこプロレス所属のプロレスラー。
岡崎
演 - 渋川清彦
えぞっこプロレスのマネージャー。
鬼流院あずき
演 - 藤本つかさ
ドムドム朝子
演 - 宮城もち
マリア岡林
演 - テキーラ沙弥
愛華
演 - 華蓮DATE
えぞっこプロレス所属の女子プロレスラー。

第7回
遠藤一
演 - 大友康平
長崎のバーのマスター。元失踪者。
遠藤陽子
演 - 高岡早紀
一の妻。
恋塚
演 - 渡辺真起子
長崎県警の捜査員。
稲葉修平
演 - 牧田哲也
長崎市観光課の職員。
対馬
演 - 栄信
長崎県警の捜査員。

最終回
予讃木工社長
演 - 螢雪次朗
愛媛の手作り家具工房の社長。

### ゲスト（大全力失踪）
第1回
ラブホテルオーナー
演 - 泉谷しげる
目黒ゆき
演 - 横溝菜帆
家出少女。千葉・富津の小学6年生。武と疑似親子として東京から北海道・小樽まで同行する。

第2回
陸前哲男
演 - 柿澤勇人
岩手・陸前釜田町の漁師。
陸前康男
演 - 相島一之
漁師。哲男の父。
上西頼子
演 - 久本雅美
ショーパブ「みちのく」のママ。

第3回
青山タケル
演 - 山本浩司
伊豆88遍路の遍路者。アルコール依存症。
渋谷和弘
演 - 島丈明
伊豆88遍路の遍路者。スマートフォン依存症。
大久保みどり
演 - 宍戸美和公
伊豆88遍路の遍路者。元ストーカー。
住職
演 - 酒井敏也
伊豆・帰一寺の住職。
観光案内所受付
演 - 金田朋子
下田市観光協会の観光案内所の受付。

## スタッフ
- 作 - 嶋田うれ葉、山浦雅大（全力失踪）
- 脚本協力 - 嶋田うれ葉（全力失踪 第5、6回）
- 音楽 - 池頼広
- 主題歌 - エレファントカシマシ「今を歌え」[11]
- 制作統括 - 管原浩、池田健司（全力失踪）、坂下哲也（大全力失踪）
- プロデューサー - 坂下哲也（全力失踪）、大田貴史、岡宅真由美（全力失踪）、西紀州（大全力失踪）
- 演出 - 岩本仁志、長沼誠、田中峰弥（全力失踪）
- 制作・著作 - NHK、AX-ON

## 放送日程
全力失踪
| 各回   | 放送日         | ラテ欄[12]                           | 作         | 演出     |
| ------ | -------------- | ------------------------------------ | ---------- | -------- |
| 第1回  | 2017年09月03日 | 人生のリセットに挑む夢物語? スタート | 嶋田うれ葉 | 岩本仁志 |
| 第2回  | 09月10日       | 潜伏先のかまぼこ展で婿修行!?         | 嶋田うれ葉 | 岩本仁志 |
| 第3回  | 09月17日       | ホームレス最高!?                     | 嶋田うれ葉 | 岩本仁志 |
| 第4回  | 09月24日       | 流れ者の楽団員!?                     | 嶋田うれ葉 | 長沼誠   |
| 第5回  | 10月01日       | 怪しい電話セールス 娘のつぶやきに父… | 山浦雅大   | 長沼誠   |
| 第6回  | 10月08日       | プロレス参戦!? 親子の場外乱闘        | 山浦雅大   | 長沼誠   |
| 第7回  | 10月15日       | 妻の猛迫! 先達の店で夫婦が修羅場!?   | 嶋田うれ葉 | 田中峰弥 |
| 最終回 | 10月22日       | 7年後の結末は…                       | 嶋田うれ葉 | 岩本仁志 |
大全力失踪
| 各回   | 放送日         | ラテ欄[12]                               | 演出     |
| ------ | -------------- | ---------------------------------------- | -------- |
| 第1回  | 2019年04月07日 | へたれ男が運び屋に? 義母ムス女子と逃避行 | 岩本仁志 |
| 第2回  | 04月14日       | 陸前で漁師! 町騒然の? ダンス             | 岩本仁志 |
| 第3回  | 04月21日       | 伊豆でお遍路! 迷い人と寺修行             | 長沼誠   |
| 最終回 | 04月28日       | 娘が失踪結婚? 迷走の果ては…              | 岩本仁志 |

## 受賞
- 第34回ATP賞テレビグランプリ 優秀賞［ドラマ部門］[6]